# 褚墩镇
褚墩镇，是中华人民共和国山東省临沂市罗庄区下辖的一个乡镇级行政单位。

## 行政区划
褚墩镇下辖以下地区：
褚墩一村、褚墩二村、褚墩三村、廖屋村、廖屯村、锦程村、桥头村、东永安村、西永安村、梁庄村、小山子村、兰山村、朱庄村、中屯村、后屯村、碑住二村、碑住三村、碑住四村、前屯村、官庄村、王庄村、孙庄村、五里桥村、东卜庄村、西卜庄村、青石塘村、黄店村、风渡口村、向阳新村和三岭村。